# Clostera luculenta
Clostera luculenta är en fjärilsart som beskrevs av Edwards 1886. Clostera luculenta ingår i släktet Clostera och familjen tandspinnare. Inga underarter finns listade i Catalogue of Life.